# Baszta
Baszta är en bergstopp i Antarktis. Den ligger i Sydshetlandsöarna. Argentina, Chile och Storbritannien gör anspråk på området. Toppen på Baszta är 156 meter över havet.
Terrängen runt Baszta är kuperad åt nordväst, men österut är den platt. Havet är nära Baszta åt sydost. Trakten är glest befolkad. Närmaste befolkade plats är Commandante Ferraz Station, 16,1 kilometer norr om Baszta. 